# Open Nederlandse kampioenschappen kortebaanzwemmen 2008
De Open Nederlandse kampioenschappen kortebaanzwemmen 2008 werden gehouden van 19 tot en met 21 december 2008 in het Sloterparkbad in Amsterdam.

## Medaillespiegel
| Plaats | Club                  | Goud | Zilver | Brons | Totaal |
| 1      | Eiffel Swimmers PSV   | 18   | 16     | 11    | 45     |
| 2      | NZA                   | 9    | 7      | 5     | 21     |
| 3      | AZ&PC                 | 4    | 5      | 7     | 16     |
| 4      | De Dolfijn            | 4    | 3      | 3     | 10     |
| 5      | WVZ                   | 2    | 1      | 2     | 5      |
| 6      | De Dinkel             | 1    | 0      | 2     | 3      |
| 7      | Zwemlust/Utrecht (SG) | 1    | 0      | 0     | 1      |
| 8      | DZ&PC                 | 0    | 1      | 1     | 2      |
| 9      | Ealing Swimming Club  | 0    | 1      | 2     | 3      |
| 10     | De Columbiaan         | 0    | 1      | 0     | 1      |
| 10     | Hellas-Glana          | 0    | 1      | 0     | 1      |
| 10     | ZV Vlaardingen        | 0    | 1      | 0     | 1      |
| 13     | Team Groningen        | 0    | 0      | 2     | 2      |
| 14     | MNC Dordrecht         | 0    | 0      | 1     | 1      |
| 14     | TriVia                | 0    | 0      | 1     | 1      |
| 14     | ZPC Bikkel Hoogeveen  | 0    | 0      | 1     | 1      |
| Totaal | Totaal                | 39   | 37     | 38    | 114    |

## Podia

### Legenda
- WR = Wereld record
- ER = Europees record
- NR = Nederlands record
- NRv = Nederlands record verenigingen
- NR18 = Nederlands record 18 jaar
- CR = Kampioenschaps record

### Mannen
| Onderdeel            | Goud                                                                                         | Goud        | Zilver                                                                             | Zilver       | Brons                                                                                      | Brons      |
| -------------------- | -------------------------------------------------------------------------------------------- | ----------- | ---------------------------------------------------------------------------------- | ------------ | ------------------------------------------------------------------------------------------ | ---------- |
| Vrije slag           |                                                                                              |             |                                                                                    |              |                                                                                            |            |
| 50 m                 | Robert Lijesen Eiffel Swimmers PSV                                                           | 21,78       | Bastiaan Tamminga Eiffel Swimmers PSV                                              | 21,87        | Arjan van der Plaat MNC Dordrecht                                                          | 22,30      |
| 100 m                | Robert Lijesen Eiffel Swimmers PSV                                                           | 47,42       | Stefan de Die NZA                                                                  | 48,20        | Joost Reijns NZA                                                                           | 48,36      |
| 200 m                | Stefan de Die NZA                                                                            | 1.45,16     | Joost Reijns NZA                                                                   | 1.46,75      | Arjen van der Meulen Eiffel Swimmers PSV                                                   | 1.47,49    |
| 400 m                | Arjen van der Meulen Eiffel Swimmers PSV                                                     | 3.45,77 CR  | Tom Vangeneugden Eiffel Swimmers PSV                                               | 3.47,05      | Job Kienhuis Eiffel Swimmers PSV                                                           | 3.47,21    |
| 1500 m               | Job Kienhuis Eiffel Swimmers PSV                                                             | 14.49,97 NR | Arjen van der Meulen Eiffel Swimmers PSV                                           | 14.57,20     | Tom Vangeneugden Eiffel Swimmers PSV                                                       | 15.00,73   |
| Rugslag              |                                                                                              |             |                                                                                    |              |                                                                                            |            |
| 50 m                 | Nick Driebergen NZA                                                                          | 24,24 CR    | Jan Kersten De Columbiaan                                                          | 25,22        | Jurjen Willemsen Eiffel Swimmers PSV                                                       | 25,33 NR18 |
| 100 m                | Nick Driebergen NZA                                                                          | 52,03 NR    | Jurjen Willemsen Eiffel Swimmers PSV                                               | 54,58 NR18   | Bastiaan Lijesen Eiffel Swimmers PSV                                                       | 55,12      |
| 200 m                | Nick Driebergen NZA                                                                          | 1.53,74 NR  | Bastiaan Lijesen Eiffel Swimmers PSV                                               | 2.00,24      | Henk van Niejenhuis De Dolfijn                                                             | 2.01,31    |
| Schoolslag           |                                                                                              |             |                                                                                    |              |                                                                                            |            |
| 50 m                 | Lennart Stekelenburg NZA                                                                     | 27,20 CR    | Thijs van Valkengoed WVZ                                                           | 27,85        | Timon Evenhuis Team Groningen                                                              | 27,91 NR18 |
| 100 m                | Lennart Stekelenburg NZA Thijs van Valkengoed WVZ                                            | 59,88       |                                                                                    |              | Rudy Ted de Haan Team Groningen                                                            | 1.00,89    |
| 200 m                | Thijs van Valkengoed WVZ                                                                     | 2.09,43 CR  | Chris Jones Ealing Swimming Club                                                   | 2.13,14      | Devi Wolthuizen TriVia                                                                     | 2.13,16    |
| Vlinderslag          |                                                                                              |             |                                                                                    |              |                                                                                            |            |
| 50 m                 | Bastiaan Tamminga Eiffel Swimmers PSV                                                        | 22,97 NR    | Joeri Verlinden Eiffel Swimmers PSV                                                | 23,09        | Robin van Aggele AZ&PC                                                                     | 23,39      |
| 100 m                | Joeri Verlinden Eiffel Swimmers PSV                                                          | 50,92 NR    | Ewoud Tamminga AZ&PC                                                               | 52,38        | Jurjen Willemsen Eiffel Swimmers PSV                                                       | 53,17 NR18 |
| 200 m                | Joeri Verlinden Eiffel Swimmers PSV                                                          | 1.53,87 NR  | Jurjen Willemsen Eiffel Swimmers PSV                                               | 1.58,87 NR18 | Raymond van de Merwe WVZ                                                                   | 2.02,23    |
| Wisselslag           |                                                                                              |             |                                                                                    |              |                                                                                            |            |
| 200 m                | Robin van Aggele AZ&PC                                                                       | 1.57,15 CR  | Lennart Stekelenburg NZA                                                           | 1.59,32      | Joost Reijns NZA                                                                           | 2.01,20    |
| 400 m                | Robin van Aggele AZ&PC                                                                       | 4.17,88     | Davy Verreussel Hellas-Glana                                                       | 4.21,03      | Raymond van de Merwe WVZ                                                                   | 4.21,40    |
| Vrije slag estafette |                                                                                              |             |                                                                                    |              |                                                                                            |            |
| 4×100 m              | De Dolfijn 1 Lennart Stekelenburg Joost Reijns Bas van Velthoven Stefan de Die               | 3.15,16 NRv | AZ&PC 1 Joran Barends Geert Lantink Ewoud Tamminga Robin van Aggele                | 3.15,21      | Eiffel Swimmers PSV 1 Allen Lindenberg Joeri Verlinden Arjen van der Meulen Robert Lijesen | 3.16,27    |
| 4×200 m              | Eiffel Swimmers PSV 1 Allen Lindenberg Joeri Verlinden Tom Vangeneugden Arjen van der Meulen | 7.09,94 CR  | De Dolfijn 1 Nick Driebergen Stefan de Die Joost Reijns Bas van Velthoven          | 7.10,56 NRv  | AZ&PC 1 Joran Barends Mike Marissen Ewoud Tamminga Robin van Aggele                        | 7.17,00    |
| Wisselslag estafette |                                                                                              |             |                                                                                    |              |                                                                                            |            |
| 4×100 m              | De Dolfijn 1 Nick Driebergen Lennart Stekelenburg Bas van Velthoven Stefan de Die            | 3.32,78 NRv | Eiffel Swimmers PSV 1 Bastiaan Tamminga Bram Dekker Joeri Verlinden Robert Lijesen | 3.33,84      | AZ&PC 1 Robert Yallop Robin van Aggele Ewoud Tamminga Joran Barends                        | 3.34,75    |

### Vrouwen
| Onderdeel            | Goud                                                                                          | Goud        | Zilver                                                                                      | Zilver       | Brons                                                                                             | Brons      |
| -------------------- | --------------------------------------------------------------------------------------------- | ----------- | ------------------------------------------------------------------------------------------- | ------------ | ------------------------------------------------------------------------------------------------- | ---------- |
| Vrije slag           |                                                                                               |             |                                                                                             |              |                                                                                                   |            |
| 50 m                 | Marleen Veldhuis Eiffel Swimmers PSV                                                          | 23,60 CR    | Hinkelien Schreuder Eiffel Swimmers PSV                                                     | 23,82        | Saskia de Jonge NZA                                                                               | 24,91      |
| 100 m                | Marleen Veldhuis Eiffel Swimmers PSV                                                          | 51,74 ER    | Femke Heemskerk NZA                                                                         | 53,19        | Saskia de Jonge NZA                                                                               | 53,77      |
| 200 m                | Femke Heemskerk NZA                                                                           | 1.54,47 CR  | Saskia de Jonge NZA                                                                         | 1.56,24      | Rieneke Terink AZ&PC                                                                              | 1.56,86    |
| 400 m                | Rieneke Terink AZ&PC                                                                          | 4.05,92 CR  | Ranomi Kromowidjojo Eiffel Swimmers PSV                                                     | 4.06,25 NR18 | Lieke Verouden AZ&PC                                                                              | 4.15,20    |
| 800 m                | Maaike Waaijer Eiffel Swimmers PSV                                                            | 8.39,12     | Lieke Verouden AZ&PC                                                                        | 8.50,18      | Linsy Heister Eiffel Swimmers PSV                                                                 | 8.52,40    |
| Rugslag              |                                                                                               |             |                                                                                             |              |                                                                                                   |            |
| 50 m                 | Hinkelien Schreuder Eiffel Swimmers PSV                                                       | 27,16 CR    | Kimberley Albers ZV Vlaardingen                                                             | 29,41        | Miranda Nijenhuis NZA                                                                             | 30,07      |
| 100 m                | Hinkelien Schreuder Eiffel Swimmers PSV                                                       | 58,64 NR    | Wendy van der Zanden Eiffel Swimmers PSV                                                    | 1.00,35      | Mariët Koster ZPC Bikkel Hoogeveen                                                                | 1.02,42    |
| 200 m                | Femke Heemskerk NZA                                                                           | 2.06,62 NR  | Wendy van der Zanden Eiffel Swimmers PSV                                                    | 2.08,10      | Natalie Durant Ealing Swimming Club                                                               | 2.11,96    |
| Schoolslag           |                                                                                               |             |                                                                                             |              |                                                                                                   |            |
| 50 m                 | Moniek Nijhuis De Dolfijn                                                                     | 30,24 NR    | Tessa Brouwer NZA                                                                           | 31,27        | Loes Zanderink De Dinkel                                                                          | 31,76      |
| 100 m                | Moniek Nijhuis De Dolfijn                                                                     | 1.06,92 CR  | Lia Dekker DZ&PC                                                                            | 1.08,04      | Loes Zanderink De Dinkel                                                                          | 1.08,16    |
| 200 m                | Loes Zanderink De Dinkel                                                                      | 2.26,67     | Moniek Nijhuis De Dolfijn                                                                   | 2.26,83      | Lia Dekker DZ&PC                                                                                  | 2.27,14    |
| Vlinderslag          |                                                                                               |             |                                                                                             |              |                                                                                                   |            |
| 50 m                 | Hinkelien Schreuder Eiffel Swimmers PSV                                                       | 25,78 CR    | Jessica Spruit Eiffel Swimmers PSV                                                          | 27,19        | Lenneke van Schaik De Dolfijn                                                                     | 27,30      |
| 100 m                | Marleen Veldhuis Eiffel Swimmers PSV                                                          | 57,00 CR    | Hinkelien Schreuder Eiffel Swimmers PSV                                                     | 57,90        | Ranomi Kromowidjojo Eiffel Swimmers PSV                                                           | 59,60 NR18 |
| 200 m                | Elise Bouwens Zwemlust/Utrecht (SG)                                                           | 2.13,38     | Jessica Spruit Eiffel Swimmers PSV                                                          | 2.13,52      | Lenneke van Schaik De Dolfijn                                                                     | 2.13,68    |
| Wisselslag           |                                                                                               |             |                                                                                             |              |                                                                                                   |            |
| 200 m                | Femke Heemskerk NZA                                                                           | 2.09,78 NR  | Rieneke Terink AZ&PC                                                                        | 2.12,61      | Lieke Verouden AZ&PC                                                                              | 2.16,24    |
| 400 m                | Rieneke Terink AZ&PC                                                                          | 4.38,49 NR  | Femke Heemskerk NZA                                                                         | 4.40,56      | Lieke Verouden AZ&PC                                                                              | 4.50,11    |
| Vrije slag estafette |                                                                                               |             |                                                                                             |              |                                                                                                   |            |
| 4×100 m              | Eiffel Swimmers PSV 1 Hinkelien Schreuder Inge Dekker Ranomi Kromowidjojo Marleen Veldhuis    | 3.28,22 WR  | Eiffel Swimmers PSV 2 Clarissa van Rheenen Jessica Spruit Lotte Goosen Wendy van der Zanden | 3.44,83      | Ealing Swimming Club 1 Jenna Turner Lauren Turner Polly Kemp-King Natalie Durant                  | 3.48,20    |
| 4×200 m              | Eiffel Swimmers PSV 1 Marleen Veldhuis Jessica Spruit Maaike Waaijer Wendy van der Zanden     | 7.58,93 NRv | AZ&PC 1 Rieneke Terink Silvie Ketelaars Lieke Verouden Lotte Wilms                          | 8.19,08      | Eiffel Swimmers PSV 2 Ranomi Kromowidjojo Pauline van Dam Michelle Verouden Malissa van de Heuvel | 8.27,36    |
| Wisselslag estafette |                                                                                               |             |                                                                                             |              |                                                                                                   |            |
| 4×100 m              | Eiffel Swimmers PSV 1 Ranomi Kromowidjojo Hinkelien Schreuder Jessica Spruit Marleen Veldhuis | 4.00,28 NRv | De Dolfijn 1 Femke Heemskerk Moniek Nijhuis Kelly de Jong Tessa Brouwer                     | 4.08,67      | Eiffel Swimmers PSV 2 Wendy van der Zanden Jocelyn Spruit Lotte Goosen Roxanne Linders            | 4.15,02    |